# Monique Mercure
Monique Mercure (Montreal, 14 de novembro de 1930 – 16 de maio de 2020) foi uma atriz canadense.
Em 1977, recebeu o prêmio de Melhor Atriz no Festival de Cannes por seu trabalho em J.A. Martin photographe.
Monique é mãe da atriz Michèle Mercure.
Morreu no dia 16 de maio de 2020, aos 89 anos.